# Dorans
Dorans est une commune française située dans le département du Territoire de Belfort, la région culturelle et historique de Franche-Comté et la région administrative Bourgogne-Franche-Comté. 

## Géographie

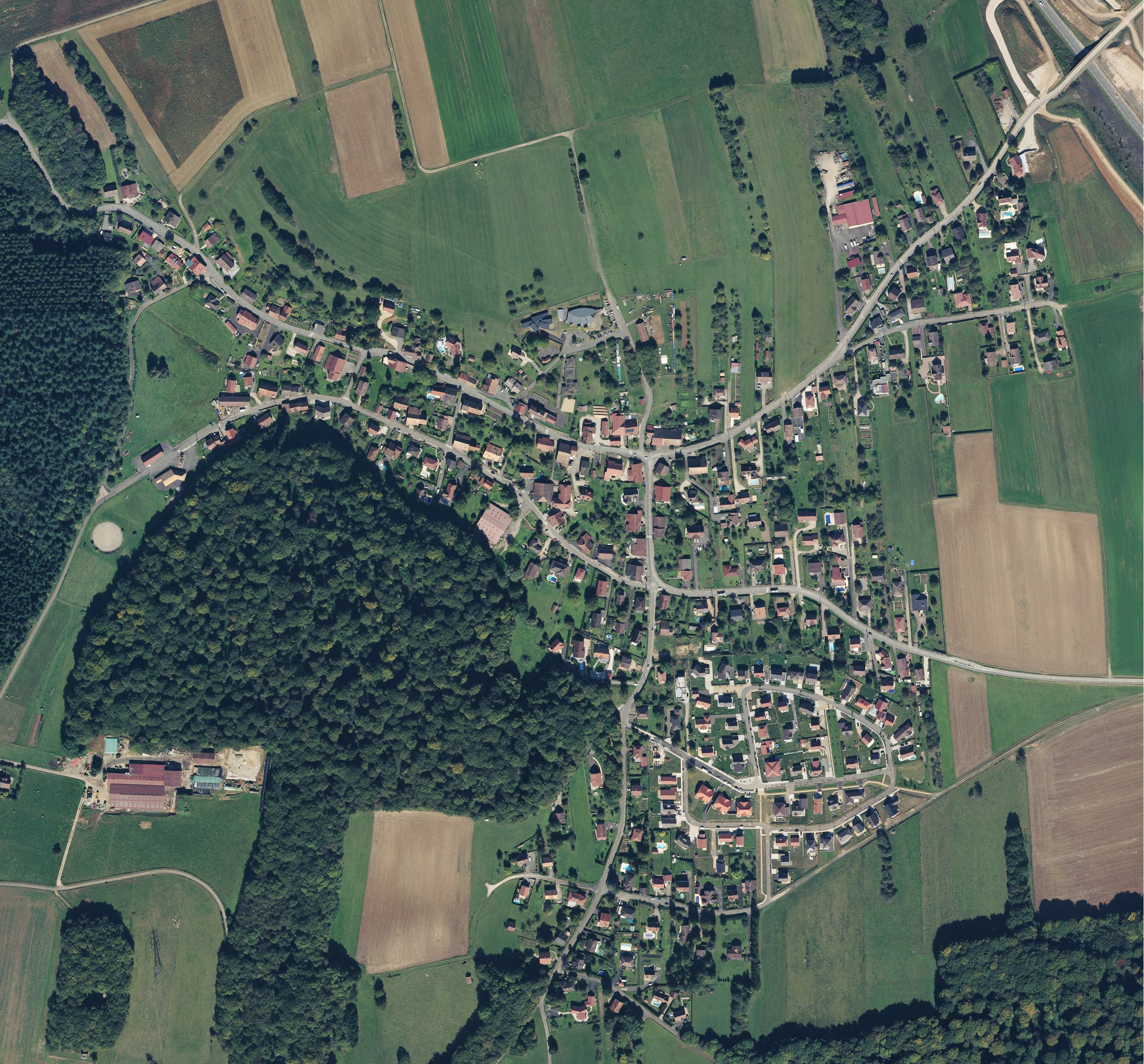
Vue aérienne.

### Communes limitrophes
Les communes limitrophes sont  Argiésans, Banvillars, Bermont, Botans, Brevilliers et Sevenans.

### Climat
Pour des articles plus généraux, voir Climat de la Bourgogne-Franche-Comté et Climat du Territoire de Belfort.
En 2010, le climat de la commune est de type climat de montagne, selon une étude du Centre national de la recherche scientifique s'appuyant sur une série de données couvrant la période 1971-2000. En 2020, Météo-France publie une typologie des climats de la France métropolitaine dans laquelle la commune est exposée à un climat semi-continental et est dans la région climatique Vosges, caractérisée par une pluviométrie très élevée (1 500 à 2 000 mm/an) en toutes saisons et un hiver rude (moins de 1 °C).
Pour la période 1971-2000, la température annuelle moyenne est de 9,7 °C, avec une amplitude thermique annuelle de 17,5 °C. Le cumul annuel moyen de précipitations est de 1 291 mm, avec 13,1 jours de précipitations en janvier et 10,7 jours en juillet. Pour la période 1991-2020, la température moyenne annuelle observée sur la station météorologique installée sur la commune est de 10,9 °C et le cumul annuel moyen de précipitations est de 974,0 mm. 
La température maximale relevée sur cette station est de 38,1 °C, atteinte le 24 juillet 2019 ; la température minimale est de −16 °C, atteinte le 20 décembre 2009,,.
| Mois                                  | jan.          | fév.           | mars          | avril         | mai           | juin         | jui.          | août          | sep.          | oct.          | nov.          | déc.          | année     |
| ------------------------------------- | ------------- | -------------- | ------------- | ------------- | ------------- | ------------ | ------------- | ------------- | ------------- | ------------- | ------------- | ------------- | --------- |
| Température minimale moyenne (°C)     | −0,2          | −0,3           | 2,3           | 5,5           | 8,7           | 12,6         | 14,4          | 14,1          | 10,7          | 7,1           | 3,6           | 0,6           | 6,6       |
| Température moyenne (°C)              | 2,2           | 2,9            | 6,8           | 10,8          | 13,8          | 18           | 20,1          | 19,7          | 15,9          | 11,1          | 6,6           | 3,3           | 10,9      |
| Température maximale moyenne (°C)     | 4,6           | 6,2            | 11,3          | 16,1          | 19            | 23,4         | 25,8          | 25,4          | 21,2          | 15,2          | 9,6           | 6,1           | 15,3      |
| Record de froid (°C) date du record   | −11 07.01.17  | −13,8 05.02.12 | −7,5 01.03.18 | −3,7 06.04.21 | −1,3 06.05.19 | 5,2 21.06.10 | 7,2 03.07.11  | 6,4 30.08.09  | 2,8 20.09.12  | −3,7 29.10.12 | −8,7 30.11.10 | −16 20.12.09  | −16 2009  |
| Record de chaleur (°C) date du record | 18,4 01.01.23 | 21,4 24.02.21  | 25,2 31.03.21 | 27,7 21.04.18 | 32 25.05.09   | 35 19.06.22  | 38,1 24.07.19 | 37,8 07.08.15 | 33,4 11.09.23 | 29,5 02.10.23 | 23,1 07.11.15 | 16,8 24.12.13 | 38,1 2019 |
| Précipitations (mm)                   | 94,5          | 71             | 66,1          | 66,3          | 97,8          | 82,5         | 70,3          | 87,1          | 60,1          | 79,4          | 84,1          | 114,8         | 974       |

| Diagramme climatique                                  |           |             |             |           |              |              |              |              |             |            |             |
| J                                                     | F         | M           | A           | M         | J            | J            | A            | S            | O           | N          | D           |
| 4,6−0,294,5                                           | 6,2−0,371 | 11,32,366,1 | 16,15,566,3 | 198,797,8 | 23,412,682,5 | 25,814,470,3 | 25,414,187,1 | 21,210,760,1 | 15,27,179,4 | 9,63,684,1 | 6,10,6114,8 |
| Moyennes : • Temp. maxi et mini °C • Précipitation mm |           |             |             |           |              |              |              |              |             |            |             |

Les paramètres climatiques de la commune ont été estimés pour le milieu du siècle (2041-2070) selon différents scénarios d'émission de gaz à effet de serre à partir des nouvelles projections climatiques de référence DRIAS-2020. Ils sont consultables sur un site dédié publié par Météo-France en novembre 2022.

## Urbanisme

### Typologie
Au 1er janvier 2024, Dorans est catégorisée bourg rural, selon la nouvelle grille communale de densité à sept niveaux définie par l'Insee en 2022.
Elle est située hors unité urbaine. Par ailleurs la commune fait partie de l'aire d'attraction de Belfort, dont elle est une commune de la couronne,. Cette aire, qui regroupe 91 communes, est catégorisée dans les aires de 50 000 à moins de 200 000 habitants,.

### Occupation des sols
L'occupation des sols de la commune, telle qu'elle ressort de la base de données européenne d’occupation biophysique des sols Corine Land Cover (CLC), est marquée par l'importance des territoires agricoles (43,5 % en 2018), en diminution par rapport à 1990 (47,4 %). La répartition détaillée en 2018 est la suivante : 
forêts (37 %), zones agricoles hétérogènes (25,3 %), terres arables (18,1 %), zones urbanisées (14,3 %), eaux continentales (3,1 %), mines, décharges et chantiers (2,1 %). L'évolution de l’occupation des sols de la commune et de ses infrastructures peut être observée sur les différentes représentations cartographiques du territoire : la carte de Cassini (XVIIIe siècle), la carte d'état-major (1820-1866) et les cartes ou photos aériennes de l'IGN pour la période actuelle (1950 à aujourd'hui).

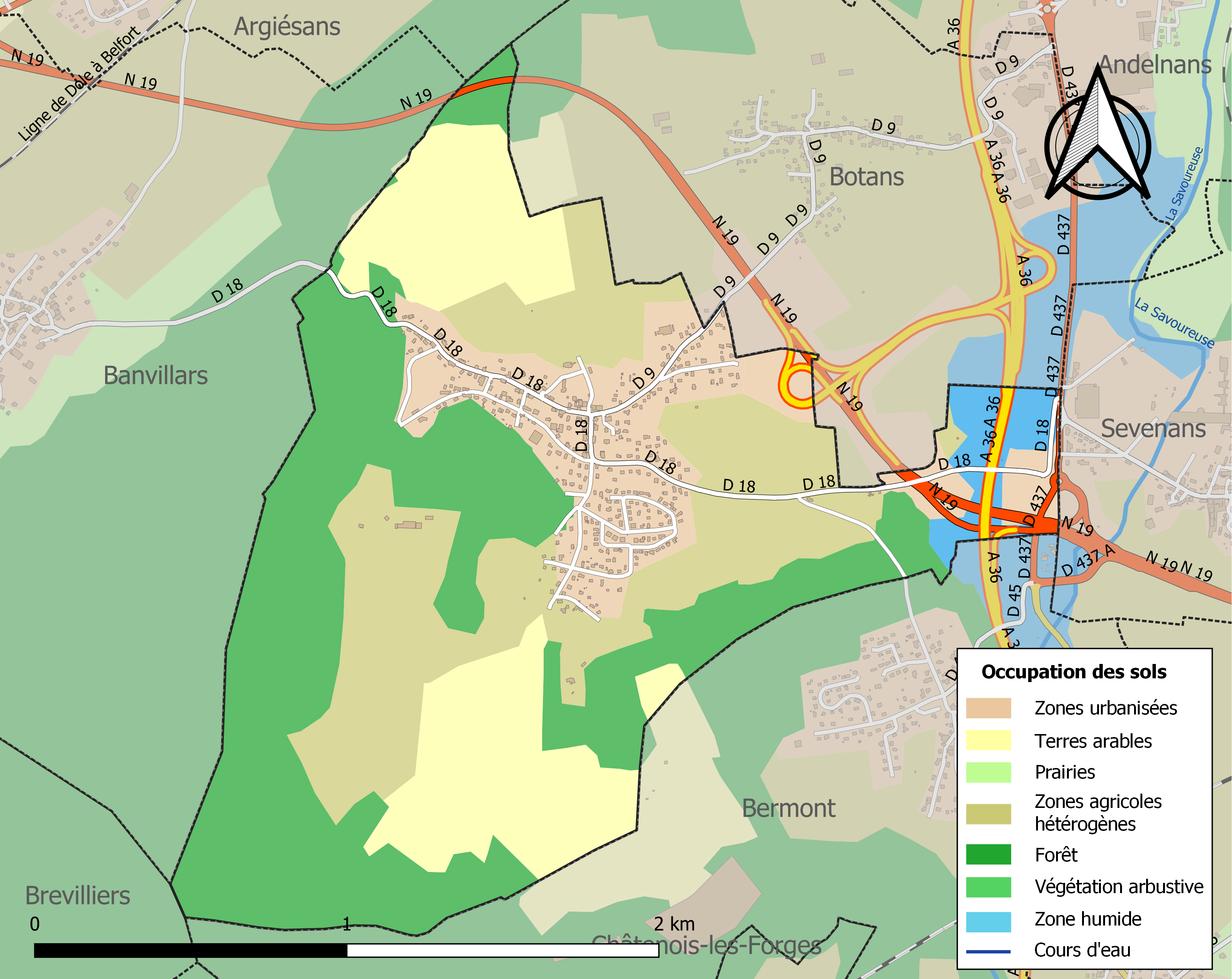
Carte des infrastructures et de l'occupation des sols de la commune en 2018 (CLC).

## Toponymie
Le nom de Daurans est cité pour la première fois en 1189. On trouve ensuite Dorausz (1644), Dorans (1655 et 1793).

## Histoire
Au Moyen Âge, le village faisait partie de la mairie de l'Assise dans la seigneurie de Belfort.
Dorans est rattachée à la paroisse de Bermont.

## Politique et administration

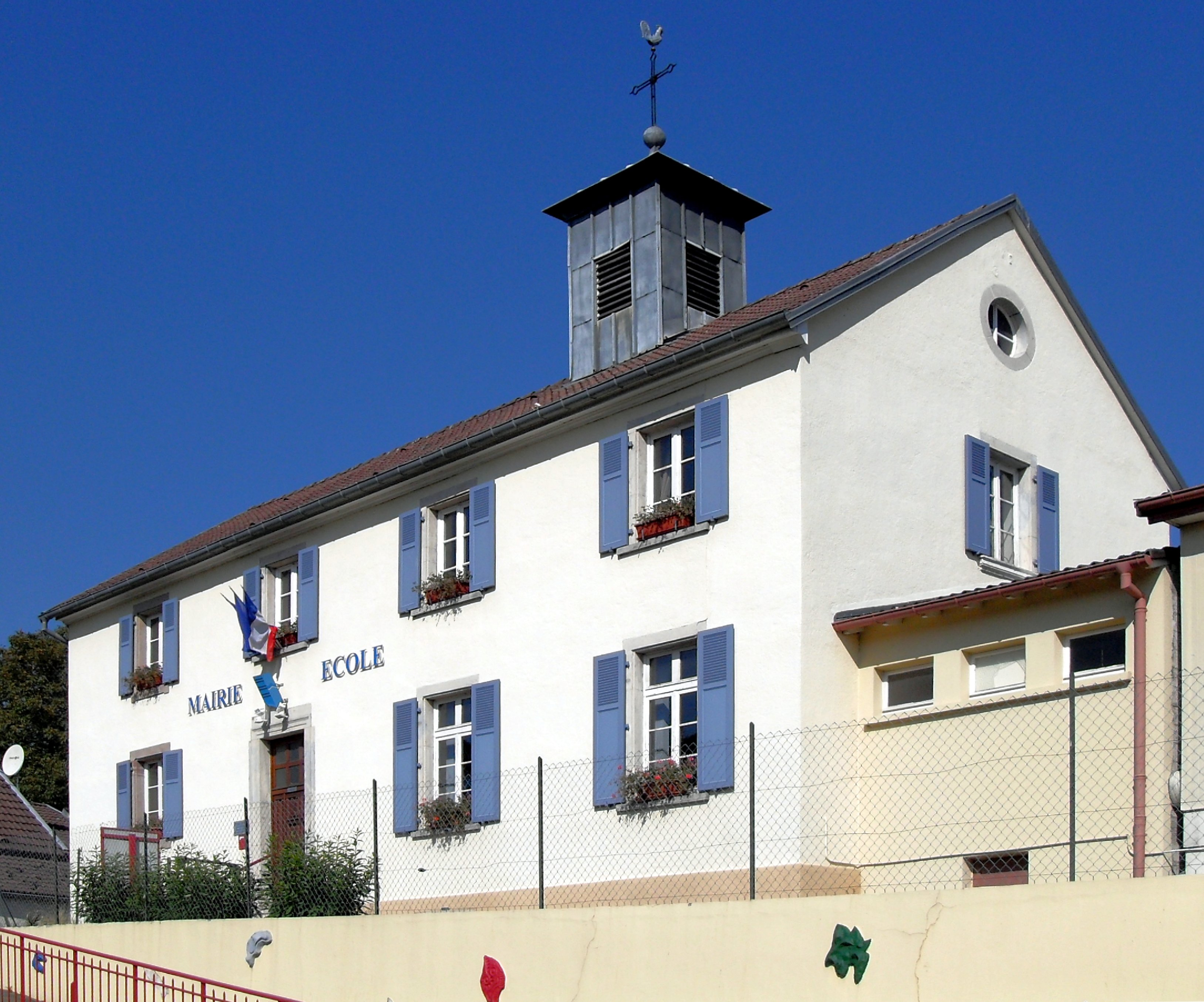
La mairie-école.

| Période                                  | Période                     | Identité           | Étiquette | Qualité |
| ---------------------------------------- | --------------------------- | ------------------ | --------- | ------- |
| Les données manquantes sont à compléter. |                             |                    |           |         |
| 1904                                     | 1916                        | Emile COURTOT      |           |         |
| mars 2001                                |                             | Nelly Wiss         |           |         |
| 2014                                     | En cours (au 30 avril 2014) | Daniel Schnoebelen |           |         |

## Population et société

### Démographie
L'évolution du nombre d'habitants est connue à travers les recensements de la population effectués dans la commune depuis 1793. Pour les communes de moins de 10 000 habitants, une enquête de recensement portant sur toute la population est réalisée tous les cinq ans, les populations de référence des années intermédiaires étant quant à elles estimées par interpolation ou extrapolation. Pour la commune, le premier recensement exhaustif entrant dans le cadre du nouveau dispositif a été réalisé en 2004.

En 2022, la commune comptait 823 habitants, en évolution de +12,89 % par rapport à 2016 (Territoire de Belfort : −2,78 %, France hors Mayotte : +2,11 %).
| 1793 | 1800 | 1806 | 1821 | 1831 | 1836 | 1841 | 1846 | 1851 |
| ---- | ---- | ---- | ---- | ---- | ---- | ---- | ---- | ---- |
| 207  | 221  | 259  | 261  | 280  | 290  | 302  | 328  | 323  |

| 1856 | 1861 | 1866 | 1872 | 1876 | 1881 | 1886 | 1891 | 1896 |
| ---- | ---- | ---- | ---- | ---- | ---- | ---- | ---- | ---- |
| 338  | 329  | 298  | 265  | 286  | 275  | 357  | 313  | 227  |

| 1901 | 1906 | 1911 | 1921 | 1926 | 1931 | 1936 | 1946 | 1954 |
| ---- | ---- | ---- | ---- | ---- | ---- | ---- | ---- | ---- |
| 250  | 254  | 276  | 231  | 218  | 210  | 199  | 209  | 200  |

| 1962 | 1968 | 1975 | 1982 | 1990 | 1999 | 2004 | 2006 | 2009 |
| ---- | ---- | ---- | ---- | ---- | ---- | ---- | ---- | ---- |
| 238  | 306  | 411  | 447  | 509  | 552  | 563  | 569  | 556  |

| 2014 | 2019 | 2022 | - | - | - | - | - | - |
| ---- | ---- | ---- | - | - | - | - | - | - |
| 697  | 797  | 823  | - | - | - | - | - | - |

### Enseignement
Une école primaire.

### Santé
L'hôpital le plus proche est l'hôpital Nord Franche-Comté situé dans la commune voisine de Trévenans,.

## Économie
Le village, essentiellement agricole, s'est enrichi depuis trente ans de gens travaillant à Belfort et préférant vivre dans un environnement rural agréable tout proche de la ville.
Un commerce est présent dans la commune: une boulangerie.
L'animation du village et diverses activités sportives et culturelles sont proposées au sein d'une association : les camouchots

## Culture locale et patrimoine

### Lieux et monuments

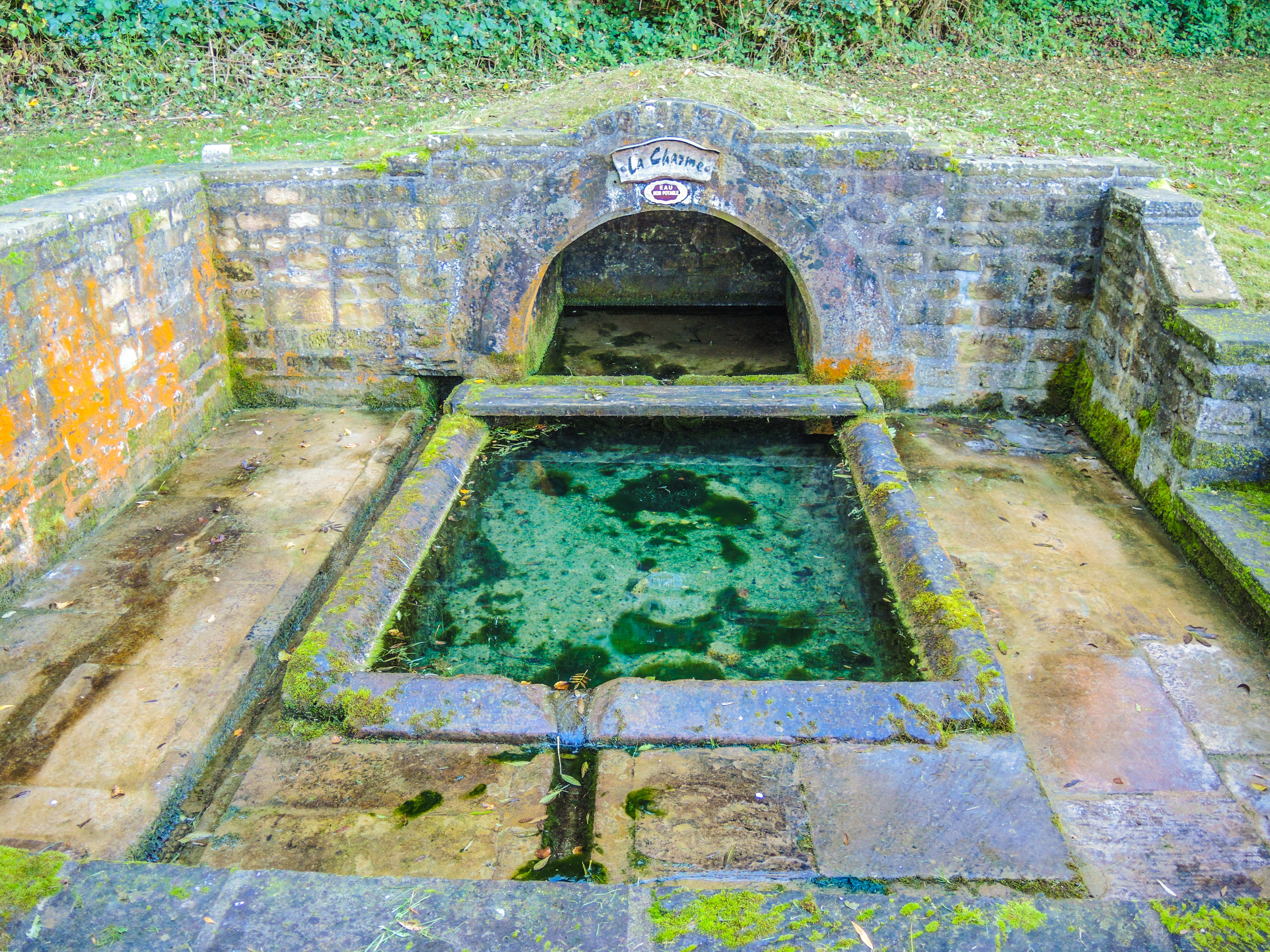
Fontaine de la Charme.

Début 2017, la commune est « réputée sans clochers ».
Cinq fontaines sont visibles et accessibles dans la commune.
Une table d'orientation sur le point culminant (au-dessus de l'école) permet de voir les différents massifs de la région par temps clair.

### Personnalités liées à la commune
- Jean-Pierre Chevènement.

### Héraldique
| Armes de Dorans | Les armes peuvent se blasonner ainsi : parti : au premier d'azur aux trois jumelles d'or, au second d'argent à la fasce ondée d'azur. |

## Pour approfondir